# 12305 Fifth Helena Drive
12305 Fifth Helena Dr. es la dirección de una vivienda en el barrio Brentwood, Los Ángeles, California. La casa es famosa por ser la residencia final de Marilyn Monroe y el lugar de su muerte en 1962.

## Ubicación
La propiedad está localizada en 12305 Fifth Helena Drive en el barrio Brentwood de Los Ángeles, California.

## Visión general
La casa de un solo piso y estilo hacienda se encuentra en un terreno de 270 metros cuadrados al final de un tranquilo callejón sin salida de Carmelina Ave. Construido en 1929, el edificio en L consta de cuatro dormitorios y tres baños. En el jardín trasero, una piscina de forma libre se encuentra junto a un huerto de cítricos y una casa de huéspedes. Baldosas de "cursum perficio" en el terreno delantero muestran la frase "He completado mi viaje". Se desconoce si la propia Monroe o un dueño posterior instaló los azulejos. 

## Propiedad
En febrero de 1962, Monroe adquirió la propiedad por 77,500 dólares. Según los informes pagó la mitad en efectivo y sacó una hipoteca para la segunda mitad. En la madrugada del 5 de agosto de 1962, seis meses después de adquirir la casa, Monroe fue encontrada muerta por una sobredosis de barbitúricos en su dormitorio.
En 2017 la casa fue puesta a la venta por 6,9 millones de dólares y finalmente se vendió por 7,25 millones.